# Sillim-dong
Sillim hay Sillim-dong là một phường của quận Gwanak, Seoul, Hàn Quốc. Đại học Quốc gia Seoul và đường Nokdu nằm trong khu vực này. Tên gọi Sillim có nghĩa là "khu rừng mới", dựa trên thực tế có khu rừng vươn ra từ núi Gwanak. Nó bao gồm 11 khu vực hành chính.
Trong một cuộc khảo sát được thực hiện vào năm 2011 bởi Bộ Đất đai, Cơ sở hạ tầng và Giao thông trên 92 phân cấp hành chính trên cả nước, báo cáo chỉ ra rằng các trạm dừng xe buýt ở Sillim-dong là một trong những trạm dừng bận rộn nhất trong cả nước.

## Phân cấp hành chính
Tính đến tháng 9 năm 2008, có 11 khu vực hành chính (dong) ở Sillim. 
| Tên      | Hangul | Hanja |
| -------- | ------ | ----- |
| Seowon   | 서원   | 書院  |
| Sinwon   | 신원   | 新源  |
| Seorim   | 서림   | 西林  |
| Nangok   | 난곡   | 蘭谷  |
| Sinsa    | 신사   | 新士  |
| Sillim   | 신림   | 新林  |
| Samseong | 삼성   | 三聖  |
| Nanhyang | 난향   | 蘭香  |
| Jowon    | 조원   | 棗園  |
| Daehak   | 대학   | 大學  |
| Miseong  | 미성   | 美星  |

## Địa điểm thu hút
- Đại học Quốc gia Seoul
  - Kyujanggak
  - Bảo tàng Nghệ thuật Đại học Quốc gia Seoul
- Bảo tàng Horim
- Phố Sundae

## Giao thông
- Ga Sillim
- Đường Nambu, Đường Sillim